# Remington (film)
Remington je slovenski dramski film iz leta 1988.

### Zgodba
Zgodba se odvija med petkom in torkom. Petindvajsetletni Oskar Kos pet dni pred iztekom kazni pobegne iz zapora in se z dekletom Lano v rdečem Chryslerju nameni v Split, kjer bi se vkrcala na ladjo za Pescaro, nato pa šla v ZDA. Pridruži se jima fotograf Jan. Sledi jim inšpektor Rozman. Na koncu gre Oskar z ladjo v Italijo, Lana ostane v Splitu, Jan pa nadaljuje po svoje.

## Produkcija
Film je nastal v produkciji ŠKUC foruma, E-Motion filma in Avale iz Beograda. V filmu izvaja glasbo skupina Quod massacre, v kateri je pel Mario Šelih, glavni igralec filma.

## Kritike
Lilijana Resnik (Delo) je napisala, da zatemnitve med sekvencami, ki kažejo čas, ko se nič ne dogaja, zahtevajo zelo močne sekvence, ki pa imajo svojo težo le v prvi polovici filma, nato pa filmska oblika ne vzdrži poteka zgodbe. Po njenem mnenju so se trije iracionalni elementi filma, rdeči Chrysler, škatlica z napisom Remington in beg pet dni pred iztekom kazni, ponesrečili. Motil jo je tudi zmeden lik Oskarja, ki govori o vrlinah poštenega moža in o pripadnosti Lani, nato pa vse to zavrže in pokvari tudi idejo, da je film ljubezenska zgodba, skozi katero je ponazorjen upor proti družbi. Za nepovezanost, neutemeljenost in nedorečenost filma je krivila Kozoletovo pripadnost generaciji, ki je zmedena do družbe in lastne intimnosti. Pohvalila je edino konsistentni izgled, ki so ga sestavljali obnašanje, kostumografija in scenografija, zraven pa pripomnila, da je to premalo za dober film. Izrazila je pričakovanje, da bo film sprožil določeno evforijo vsaj zaradi tega, ker ni vezan na stereotip republiškega producenta.
Marcel Štefančič (Mladina) je lik Oskarja označil za švercerja, režiserja Kozoleta pa za naivca, ki je za sledenje trendom vedno pripravljen žrtvovati inteligenco. Ideja o cestnem filmu, v katerem zapornik beži »v orjaškem, kričeče rdečem, monumentalno vpadljivem Chryslerju«, se mu je zdela neumna, ker konec osemdesetih v Sloveniji ni bilo velikih ameriških avtomobilov.

## Zasedba
- Mario Šelih: Oskar Kos
- Lara Bohinc: Lana
- Jožef Ropoša: inšpektor Rozman
- Rasim Softić: fotograf Jan
- Bernarda Oman: Vladka Rozman, inšpektorjeva žena
- Ljuba Tadić: načelnik UJV
- Polde Bibič: paznik
- Metod Pevec: Milan
- Andres Valdes: natakar
- Sofija Simić: receptorka

## Ekipa
- izvršna producenta: Danijel Hočevar in Branko Baletić
- dramaturgija: Jože Dolmark in Stojan Pelko
- fotografija: Andrej Lupinc
- glasba: Slavko Avsenik ml.
- montaža: Dušan Povh
- scenografija: Kosta Bunuševac
- kostumografija: Luka Žan
- maska: Alenka Nahtigal

## Nagrade
- Teden domačega filma 1988: debitant leta: Emil Cerar